# Эдисон, Роберт
Роберт Эдисон (англ. Robert Edeson; 3 июня 1868, Новый Орлеан, штат Луизиана — 24 марта 1931, Голливуд, штат Калифорния) — американский актёр театра и немого кино. Дебют Эдисона в кино состоялся в 1914 году, когда он снялся в фильме Сесиля де Милля «Зов Севера».
Роберт Эдисон заменил актёра Рудольфа Кристианса во время съемок фильма «Глупые жёны» режиссёра Эриха фон Штрогейма (1922), после того, как Кристианс умер от пневмонии. Эдисону пришлось сниматься спиной к камере, чтобы можно было использовать отснятые эпизоды с умершим актёром. Он также участвовал в нескольких бродвейских постановках.
Похоронен на кладбище Hollywood Forever.

## Избранная фильмография
- 1922 — Глупые жёны / Foolish Wives
- 1922 — Пленник Зенды — полковник Запт
- 1923 — Десять заповедей
- 1926 — Волжский бурлак
- 1927 — Чикаго
- 1930 — Огни опасности